# Sukahurip (Sukatani)
Sukahurip is een bestuurslaag in het regentschap Bekasi van de provincie West-Java, Indonesië. Sukahurip telt 6140 inwoners (volkstelling 2010).